# Battesimo di Cristo (Giotto)
Il Battesimo di Cristo è un affresco (200x185 cm) di Giotto, databile al 1303-1305 circa e facente parte del ciclo della Cappella degli Scrovegni a Padova. È compreso nelle Storie di Gesù del registro centrale superiore, nella parete sinistra guardando verso l'altare.

## Descrizione e stile
Al centro della scena Gesù, immerso fino a metà del busto nel Giordano, riceve il battesimo da Giovanni Battista che si sporge in avanti da una rupe. Dietro di esso sta un santo anziano e un giovane senza aureola, in attesa di essere battezzati. Dall'altra parte quattro angeli tengono i vestiti di Cristo e stanno pronti a ricoprirlo facendosi leggermente avanti. In alto, in un'esplosione luminosa, Dio Padre, con un libro in braccio, si sporge a benedire Cristo con un efficace scorcio, il primo del genere. 
Anche le rocce dello sfondo, divergenti a forma di "V" contribuiscono a rivolgere l'attenzione dello spettatore verso il fulcro centrale della scena. 
Altissima è la qualità del volto di Cristo, così come quello del Battista e dei due discepoli dietro di lui. Resta un'evidente concessione alla tradizione iconografica medievale nell'irrazionale livello delle acque che copre Cristo ma lascia asciutti gli altri presenti, dovuta al metodo tradizionale di rappresentare la scena, in modo da non mostrare il Cristo completamente nudo.